# Halfdan Ragnarsson
Halfdan Ragnarsson (oldnordisk: Hálfdan; oldengelsk Halfdene eller Healfdene; oldirsk Albann; død 877) var en vikingehøvding og leder i den store hedenske hær, der invadrede de angelsaksiske kongeriger i Engalnd fra 865 og frem.
Ifølge sagaerne var han en af Regnar Lodbrogs seks sønner, Halfdans brødre og halvbrødre inkluderer Bjørn Jernside, Ivar Benløs, Sigurd Orm-i-Øje, Ubbe og Hvidsærk. Da Halfdan ikke nævnes i nogen kildemateriale, som nævner Hvidsærk, har nogel forskere fremsat en teori om, at det er én og samme person - hvilket muligvis er blevet forstærket af at Halfdan var et relativt almindeligt navn blandt vikingerne, og Hvidsærk (hvid skjorte) kan have været et tilnavn der adskilte Halfdan fra andre mænd med samme navn.
Halfdan var den første vikingekonge af Northumbria og tronprætendent til Kongeriget Dublin. Det er muligt at han i en overgang var medhersker i Danmark med sin bror, Sigurd Orm-i-Øje, da frankiske kilder nævner Sigfred og Halfdan som herskere i 873. Han døde under slaget ved Strangford Lough i 877 i et forsøg på at vinde tronen i Irland.